# Ilópolis
Ilópolis – miasto i gmina w Brazylii, w stanie Rio Grande do Sul. Znajduje się w mezoregionie Nordeste Rio-Grandense i mikroregionie Guaporé.